# Boys and Girls (álbum)
Boys and Girls es el sexto álbum de estudio en solitario del cantante y compositor inglés Bryan Ferry, publicado en junio de 1985 por E.G. Records. Fue el primer álbum en solitario después de la disolución de la banda Roxy Music en 1983.
El álbum contiene la canción "Slave to Love", que ha sido uno de los mayores éxitos de Ferry en solitario. Los otros dos sencillos del disco son "Don't Stop the Dance" y "Windswept".

## Músicos
Colaboraron con Ferry los tecladistas Jon Carin y Guy Fletcher, y los guitarristas  Mark Knopfler, Nile Rodgers y Keith Scott, entre otros músicos.

## Lista de canciones
| N.º | Título                 | Duración |  |
| 1.  | «Sensation»            | 5:07     |  |
| 2.  | «Slave to Love»        | 4:26     |  |
| 3.  | «Don't Stop the Dance» | 4:19     |  |
| 4.  | «A Waste Land»         | 1:02     |  |
| 5.  | «Windswept»            | 4:31     |  |
| 6.  | «The Chosen One»       | 4:51     |  |
| 7.  | «Valentine»            | 3:47     |  |
| 8.  | «Stone Woman»          | 4:56     |  |
| 9.  | «Boys and Girls»       | 5:25     |  |